# Zalaszentgróti-patak
A Zalaszentgróti-patak a névadó város keleti, Kisgörbő felőli határában ered. Hozzávetőleg 1,5 kilométeren keresztül, a 7334 számú Zalaszentgrót-Kisgörbő összekötő úttal megközelítőleg párhuzamosan délnyugatra tart, majd ezután a torkolatáig tartó további nagyjából 3,5 kilométeres útján zömmel nyugati irányba folyik. Eközben elhalad egy motokrosszpálya tövében, keresztezi előbb a 7335 számú utat, s aztán az egykori Zalaszentgrót–Balatonszentgyörgy közötti vasútpálya helyén haladó kerékpárutat, majd még mindig Zalaszentgrót közigazgatási területén, a Zala kisszentgróti hídjától 200 méterre délre éri el a folyót. 
A Zalaszentgróti-patak vízgyűjtő területe a Nyugat-dunántúli Vízügyi Igazgatóság (NYUDUVIZIG) működési területéhez tartozik.